# Église Saint-Jean-Baptiste de Saint-Jean-de-Sixt
L'église Saint-Jean-Baptiste de Saint-Jean-de-Sixt est une église catholique française, située dans le département de la Haute-Savoie, dans la commune de Saint-Jean-de-Sixt. L'église est dédiée au patron de la commune, saint Jean le Baptiste.

## Historique
L'église fut construite en 1868. Elle a remplacé l'ancienne église du Crêt.
L'édifice religieux a été rénové en 1927 et 1981.